# Herman Tammo Wallinga
Herman Tammo Wallinga (* 8. Januar 1925 in Amsterdam; † 1. Januar 2018 in Utrecht) war ein niederländischer Althistoriker. Er war auf die antike Schifffahrt spezialisiert. Sein Hauptwerk behandelt die Schlacht von Salamis, worin er die griechische und persische Schifffahrt zur Zeit von Themistokles und Xerxes I. in den Mittelpunkt stellt.

## Leben
Herman Tammo Wallinga wurde 1956 bei Johannes Hendrik Thiel an der Universität Utrecht mit der Arbeit The boarding-bridge of the Romans promoviert. Darin behandelt er die Konstruktion und ihre Funktion in der Seetaktik des Ersten Punischen Krieges. 1960 wurde er ordentlicher Professor für Antike Geschichte sowie griechische und römische Altertümer an der Universität Amsterdam. 1964 wurde er ordentlicher Professor für Alte Geschichte und die staatlichen Institutionen der Griechen an der Universität Utrecht. Der Lehrstuhl wurde 1988 in Alte Geschichte und antike Kultur umgewidmet. 1990 trat er in den Ruhestand, nachdem er am 25. Januar desselben Jahres seine Abschiedsrede gehalten hatte. Bei dieser Gelegenheit wurde ihm eine Sammlung von Aufsätzen über sein Studiengebiet, das sich hauptsächlich in der antiken Schifffahrt bewegte, überreicht.

## Schriften (Auswahl)
- The boarding-bridge of the Romans. Its construction and its function in the naval tactics of the first Punic War. Wolters, Groningen 1956 (zugleich Dissertation Utrecht 1956).
- Ships and Sea-power before the Great Persian War. The Ancestry of the Ancient Trireme (= Mnemosyne Supplements. Band 121). Brill, Leiden [etc.] 1993, ISBN 90-04-09650-7.
- Xerxes’ Greek Adventure. The Naval Perspective (= Mnemosyne Supplements. Band 264). Brill, Leiden [etc.] 2005, ISBN 90-04-14140-5.

## Festschrift
- Van landrotten en zeeschuimers. Opstellen aangeboden aan H.T. Wallinga. Utrecht, 1990.